# 左室形成術
心臓外科における左室形成術（さしつけいせいじゅつ、英: Surgical left ventricular reconstruction）とは、心筋梗塞後の合併症（心室瘤や虚血性心筋症）、拡張型心筋症などによる高度左室機能不全を伴う慢性心不全に対する手術であり、左室容積を縮小させることにより心機能、生命予後の改善を図ることを目的とする。補助人工心臓や心移植の前段階、あるいはその非適応症例に対して適応が考慮される治療法である。

## 概要
心室瘤（左室瘤）は心筋梗塞後に梗塞部分が瘤状に突出することにより血栓塞栓症、心不全、不整脈、心破裂といった障害を起こす疾患である。また、梗塞後の局所の心筋運動障害により心筋の無収縮が生じ、経年的に左室心筋全体のびまん性無収縮に陥り、心筋リモデリングによる高度の左室収縮能不全となり虚血性心筋症が成立する。高度虚血によるものであれば冠動脈バイパス術（CABG）による血行再建により心筋の壁運動の改善が期待できるが、梗塞後の心筋リモデリングが主体であれば血行再建のみではただちに左室機能は改善しない可能性が高い。そのような症例に対し、内科的治療やCABGに加え、心筋切除を行い左室内径を縮小させることにより、壁応力を低下させて心筋酸素需要を下げるという観点から左室形成術が試みられてきた。また非虚血性の心筋症に対しても、外科的治療により左室容積を縮小させることにより心機能と予後を改善させる試みがなされてきた。
以下にその代表的な術式の概略を述べる。

## 術式

### 縦方向切開縫合法
縦方向切開縫合法（Linear法）は左室瘤に対する比較的古典的な術式で、主に前側壁から心尖部に心室瘤を生じた場合に適応となる。瘤壁を縦方向に切開し、残存する左室容積を考慮しながら、縫い代となる部分の心室瘤を残して縫合する。後述するドール手術やSAVE手術など他の術式が登場してからは一般的な術式ではなくなっている。

### 左室部分切除術（バチスタ手術）
左室部分切除術（英: Partial left ventriculectomy）またはバチスタ手術とは、ブラジル人医師ランダス・バチスタが考案した、心室の後側壁の一部を両乳頭筋の間で切除することにより左室容積を縮小する術式である。日本では1996年12月に須磨久善が湘南鎌倉総合病院において初めて実施、1998年1月に医療保険の対象となった。本術式は梗塞の主座が後側壁側に存在し、中隔側の心筋に収縮力が残っている場合に有効と考えられたが、その後遠隔期に心不全の再発を高率に認めることが報告された。2009年の米国心臓病学会財団（ACCF）と米国心臓協会（AHA）の慢性心不全ガイドラインでは本術式は推奨レベルClass III（有益でないまたは有害であり、適応でないことで意見が一致している）とされており、日本における採用も限定されている。

### ドール手術
ドール手術（英: Dor procedure）は、心内にパッチを縫着することにより左室形態を改善する術式であり、各種の術式の中でも頻用されている。特に心室中隔に梗塞が及んでいる場合に有効であると考えられている。心室瘤を切開して心室瘤と正常心筋との境界に沿って巾着縫合をかけ、それを締めることにより瘤と左室の境界をなす部分を縫縮、面積を縮小し、残った部分をパッチ閉鎖する。パッチにはウシやウマの心膜パッチ、自己心膜パッチ、または人工血管などを用いる。

### SAVE手術
SAVE手術（英: Septal anterior ventricular exclusion）は須磨久善によって考案された、ドール手術と同じく心内パッチを使用する術式である。ドール手術は心室の形態が球形になりやすく心筋の収縮効率低下や遠隔期の僧帽弁逆流の増悪を来しやすいため、左室をより回転楕円体に近い形状を保つことにより更に心機能を改善する目的で本術式が考案された。左室切開後、心拍動下に左室前壁中隔側の心機能低下部位を触診・視診で決定し、楕円形パッチを縫着、最後に切開した左室を縫合閉鎖し左室を楕円形にする。

### オーバーラッピング手術
オーバーラッピング手術（英: Overlapping ventriculoplasty）は北海道大学教授・松居喜郎によって考案された、同様に左室を回転楕円体に近い形態に保つように工夫された術式である。左室切開部自由壁外側と、心室中隔の健常部と梗塞部の境界を直接縫合閉鎖するが、その際に楕円形サイザーを用いて心室を楕円形化しつつ縫着する。本術式はパッチを用いずに心室の形態が楕円になるように直接閉鎖するため、人工物を使用しない。

## 手術成績
左心機能低下を伴う虚血性心疾患に対し「CABG＋内科治療＋左室形成術」と「CABG＋内科治療」を比較した多施設ランダム化比較試験（STICH）において、左室収縮末期容積は減少するものの生命予後や症状等の点で差異はないという結果が2009年に示された。この報告により高度左室機能低下を伴う虚血性心疾患の全例に左室形成術を行う合理性は失われたが、比較的大きな心室瘤を有する例や心室容積が大きい症例で切除範囲に十分な壊死・瘢痕組織が含まれる場合等では左室形成術が有効である可能性は残されていると考えられている。
術式別では、多くの検討では長期生命予後に差は無いとされており、差が出たとする報告でもその差は僅かであった。しかし心内パッチによる再建ではより重症例が含まれるので、長期成績に差が無いことは心内パッチ再建法の優位性を示すとの主張もある。